# 千葉県道255号富津公園線
千葉県道255号富津公園線（ちばけんどう255ごう ふっつこうえんせん）は、千葉県富津市を起点・終点とする一般県道。富津岬へ向かう主要道路の一部をなす。

## 概要
起点となる川名交差点で、右折する国道465号から直進する形で分岐。北西方向へ進み、突き当りの千葉銀行富津支店交差点（富津交差点・北緯35度18分52秒 東経139度49分19.3秒）で国道16号と合流、進路を西へとる。県道に指定されている区間は富津公園入口の信号までであるが、道路自体はさらに富津岬先端に近い展望台脇の駐車場まで続いている。

### 路線データ
- 起点：富津市川名・富津 川名交差点（国道465号接続・北緯35度18分33.5秒 東経139度49分38秒）
- 終点：富津市富津 信号交差点（千葉県立富津公園入口・北緯35度18分46.7秒 東経139度48分36.5秒）
- 総延長：1.841 km（君津土木事務所管内：1.841 km[1]）
- 重用延長：0.013 km（君津土木事務所管内：0.013 km）
- 実延長：1.828 km（君津土木事務所管内：1.828 km[1]）

## 地理

### 通過する自治体
- 千葉県
  - 富津市

### 交差する道路
- 国道465号（川名交差点）
- 国道16号（千葉銀行富津支店交差点）
- 信号交差点（富津）

### 沿線
- 富津市立富津小学校
- 富津漁港
- 千葉県立富津公園
- 富津岬